# ロバーツ (モニター・2代)

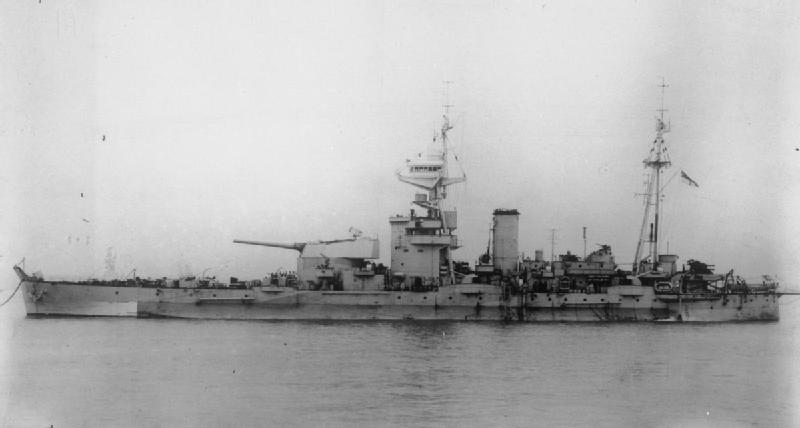

ロバーツ (HMS Roberts, F40) は、イギリス海軍が第二次世界大戦で運用したモニター。ロバーツ級。艦名はフレデリック・ロバーツ元帥に因む。この名を持つ艦としては2隻目。

## 艦歴
第二次世界大戦勃発後、第一次世界大戦時のモニターで砲塔教練艦となっていた「マーシャル・ソウルト」の復旧が検討されたが、その価値はないとされた。一方、主砲塔の状態は良かったため、それを再利用するモニターの新造が決定された。それがこの「ロバーツ」である。
建造にはライオン級戦艦の建造延期により、その一隻の「コンカラー」を建造予定であった船台が空くクライドバンクのジョン・ブラウン社が選ばれた。1940年4月30日起工。1941年2月1日進水。主砲塔はポーツマスから貨物船「グッドウッド」で運ばれたが、砲室装甲板を分解できず、そのまま船倉の底に積まざるを得なかった結果、不安定な場所に置くしかなくなった旋回盤が運送中に落下して損傷するという事故が発生し、3か月の遅延が生じる結果となった。また、1941年5月7日には空襲で被害が生じた。10月6日に就役したが、予定より6か月遅れであった。10月27日竣工。
「ロバーツ」は、北アフリカ戦線でJu 87に沈められたたモニター艦「テラー (HMS Terror, I03) 」の代わりとして、1941年12月1日にモニター「エレバス (HMS Erebus, I02) 」とともにフォイル湾から喜望峰周りでの地中海への航海に出発。1942年2月26日にスエズに到着したが、スエズ運河には機雷が投下されており、「ロバーツ」はスエズで対空警備艦としてすごすこととなった。
「ロバーツ」1942年8月17日にスエズを離れ、ダーバンでの入渠後、トーチ作戦に参加するた11月12日にジブラルタルに到着した。「ロバーツ」はアルジェ攻略部隊に加わった。アルジェへの上陸は11月8日にほとんど抵抗を受けることなく行われた。続いて「ロバーツ」は11日に行われたブージーへの上陸に参加したが、砲撃の機会はなかった。同日17時15分、「ロバーツ」はJu88急降下爆撃機3機による攻撃を受けた。この攻撃で500kg（1102ポンド）爆弾2発が命中し、死者17名負傷者35名を出した。
1943年1月から5月までリヴァプールのグラッドストーン船渠でキャメル・レアード社によって修理が行われた。
7月2日、「ロバーツ」はアルジェに到着。8日に出航し、ハスキー作戦（シチリア侵攻）に参加した。10日、「ロバーツ」はパキーノ付近の砲台を沈黙させた。続いてイタリア軍を砲撃し、降伏に追い込んだ。15日にはカターニアの砲台などを砲撃した。8月4日、ドイツ軍の撤退を妨害するため「ロバーツ」はタオルミーナの道路と鉄道を攻撃した。16日、スカレッタ岬付近での上陸を支援。
次いでベイタウン作戦に参加したが、9月3日のレッジョ付近への上陸の際に「ロバーツ」の砲撃の機会はなかった。翌日も砲撃の機会はなく、同日ビゼルトへ向かった。
9月7日にビゼルトより出撃し、アヴァランチ作戦（サレルノ上陸）に参加。上陸日の9月9日はサレルノの東のファイアーノを砲撃。その後19日までカーヴァ、バッティパーリア、バロニッシなどの目標を砲撃した。11日はBf109を撃墜した。
「ロバーツ」は砲身交換のため砲身のあったエジプトへと向かい、10月20日に到着した。
ネプチューン作戦（ノルマンディー上陸）に投入されることになった「ロバーツ」は1944年3月5日にポート・サイドを離れ、4月3日にクライドに到着した。「ロバーツ」はR級戦艦「ラミリーズ (HMS Ramillies, 07) 」、戦艦「ウォースパイト (HMS Warspite) 」などと共に、ソード・ビーチを担当した。6月6日、「ロバーツ」は155mm（6.1インチ）砲4門を持つウルガット砲台を砲撃。ドイツ水雷艇「ヤグアール」、「メーヴェ」、「T28」による襲撃があり、「ロバーツ」でも魚雷2発を視認したが命中はしなかった。同日「ロバーツ」の主砲の左の砲身で膅発が発生し使用不能となったが、その状態のままジュヴィニー周辺に対する砲撃を実施し、6月14日にポーツマスに戻って砲身の交換を受けた。その後も、エプソム作戦、グッドウッド作戦の支援などを実施した。
10月1日と2日、戦艦「ウォースパイト」、モニター艦「エレバス (HMS Erebus, I02) 」とともにオランダのワルンヘルンに対する砲撃に参加した。「ロバーツ」はヴェストカペレのW15砲台、ヴェストカペレ南西のW13砲台、ドインラントのW11砲台などを砲撃した。
1945年7月27日に「ロバーツ」はインド洋へ向けて出発したが、日本の降伏により引き返し、11月22日にプリマスに到着。
戦後はデヴォンポートで長く砲塔教練艦や宿泊艦などとして使われた。1965年7月9日にT. W. ウォード社に売却。8月3日にインヴァーカイシングに到着し、解体された。
ロバーツの搭載砲1門（元はレゾリューションの搭載砲）が、ラミリーズ (HMS Ramillies, 07) の搭載砲と共にロンドンのインペリアル・ウォー・ミュージアムに展示されている。

## 要目
- 排水量：基準7973トン、満載9150トン
- 全長：373フィート4インチ（113.79m）
- 全幅：89フィート9インチ（27.36m）
- 機関：海軍式三胴缶2基、パーソンズ式単段減速ギアード蒸気タービン2基（4800軸馬力）、2軸
- 速力：設計、就役時12.25ノット、公試13.5ノット
- 乗員：士官19名、下士官兵423名
- 兵装（竣工時）：15インチ（38.1cm）砲2門（連装1基）、4インチ（102mm）砲8門（連装4基）、2ポンド砲16門、20mm機銃8挺
- 出典[4]